# Heteroliodon
Heteroliodon Boettger, 1913 è un genere di serpenti della famiglia Lamprophiidae, endemico del Madagascar.

## Tassonomia
Il genere comprende le seguenti specie:
- Heteroliodon fohy Glaw, Vences, & Nussbaum, 2005
- Heteroliodon lava Nussbaum & Raxworthy, 2000
- Heteroliodon occipitalis (Boulenger, 1896)